# United States Marine Corps Reserve
La Marine Forces Reserve (MARFORRES ou MFR), également connue sous le nom de United States Marine Corps Reserve (USMCR) et US Marine Corps Forces Reserve, est la force de réserve du Corps des Marines des États-Unis. C'est le plus grand commandement des réservistes au sein du corps. Les réservistes des Marines suivent la même formation et travaillent dans les mêmes spécialités professionnelles militaires (MOS) que leurs homologues en service actif. 
La force de réserve des Marines est le commandement d'environ 40 000 marines de réserve et des 184 centres de formation de réserve situés aux États-Unis. La mission de la réserve des forces des Marines est d'augmenter et de renforcer les forces actives des marines en temps de guerre, en cas d'urgence nationale ou lors d'opérations de maintien de la paix. L'objectif est aussi de fournir du personnel pour soulager le rythme opérationnel des forces actives en temps de paix et de fournir des services à la communauté (par exemple, par le biais de l'opération Toys for Tots pour distribuer des jouets pour les enfants). 
La Réserve du Corps des Marines des États-Unis a été créée par l'adoption de la loi sur l'appropriation navale du 29 août 1916 par le Congrès. Elle est chargée de fournir des renforts des troupes mobilisables pour le temps de guerre, les urgences nationales ou les opérations imprévues. 
La MARFORRES est composée principalement de deux groupes de Marines et de marins. Les premiers, connus sous le nom de Réserve du Corps des Marines (SMCR), sont des Marines qui appartiennent généralement à des unités de réserve et ont une obligation minimale de servir un week-end par mois et deux semaines par an. Le deuxième groupe est connu sous le nom de réserve individuelle prête (IRR). L'IRR est composé de Marines qui ont terminé leur service actif ou leurs obligations USMCR, cependant, leurs noms restent enregistrés pour être appelés en cas de guerre ou autre urgence. La réserve IRR est administrée par la Marine Corps Individual Reserve Support Activity (MCIRSA). Les Marines IRR participent aux rassemblements annuels pour s'enregistrer auprès du Corps. 
Alors que les unités MFR ont des marins de l'US Navy affectés à des services spécialisés dans le cadre de programmes médicaux et religieux, ces marins ne sont pas membres de la Marine Corps Reserve. Au lieu de cela, ils sont un mélange de marins d'active et de réserve de l'US Navy détachés pour servir aux côtés des Marines. 
En outre, par le biais du MCIRSA, le MFR administre un petit nombre de Marines de réserve affectés ou bien à la liste de statut actif ou bien à la liste de statut inactif de la réserve, une catégorie réservée aux Marines qui restent membres de l'USMCR mais sont soit conservés involontairement pour diverses raisons ou incapacité de participer aux activités du SMCR.

## Structure

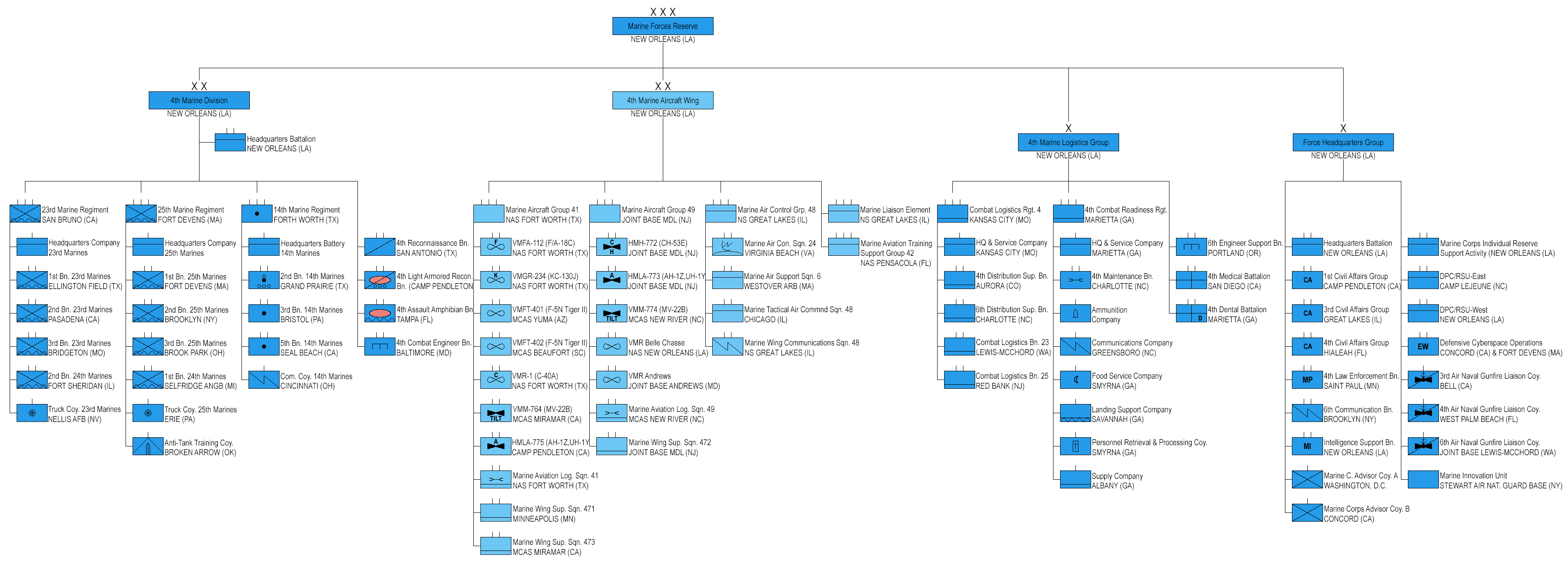
Structure de la Force de réserve des Marines

### Unités
- Élément de combat au sol : 4e division des Marines
- Élément de combat aérien : 4e Escadre d'aéronefs des Marines
- Élément de combat logistique : 4e Groupe Logistique des Marines
- Groupe du quartier général de la Force

Les unités de réserve utilisent les infrastructures du cross lorsqu'elles sont mobilisées, dans diverses bases aux États-Unis (telles que Camps Lejeune, Camp Pendleton, Camp Miramar, Quantico et Twentynine Palms ).

## Engagement
L'engagement dans la Force de réserve des Marines se déroule selon un processus similaire à celui de l'engagement dans le Corps des Marines d'active. Les recrues doivent passer les tests de l'ASVAB, passer un examen physique complet et prêter serment. Il est possible de rejoindre la force pour ceux qui sont engagés dans le programme d'entrée différée (DEP). Les recrues de réserve suivent actuellement une formation initiale avec des recrues en service actif, gagnant le titre de marine des États-Unis à la fin de la formation. Ils ont ensuite un congé obligatoire de 10 jours (jusqu'à 24 s'ils se portent volontaires et sont affectés au service de recrutement, bien que cela soit rare pour les réservistes) avant de poursuivre leur formation à la School of Infantry (SOI) puis à leur école de spécialité professionnelle militaire (MOS). Ce n'est qu'après avoir terminé le ou les programmes de formation que l'engagement d'un Marine de réserve commence à différer de celui d'un Marine en service actif. 
Il existe un programme appelé Select Reserve Incentive Program (SRIP), qui offre des primes d'engagement aux réservistes qui s'enrôlent dans les MOS déficitaires. La moitié est payable à la fin de la formation et l'autre moitié est répartie sur la durée de l'engagement.

## Commissionnement
Pour ceux qui ont obtenu un diplôme d'études universitaire, le programme de recrutement des officiers de réserve (ROCP) fournit une voie d'accès directe au recrutement comme officier de réserve du Corps des Marines. Après avoir été sélectionnés dans un bureau régional de sélection des officiers (OSO), les candidats fréquentent l'école des candidats officiers (OCS) à Quantico, en Virginie. Après avoir réussi le cours OCC-R (10 semaines), les candidats sont nommés en tant que sous-lieutenant et suivent ensuite le cours d'officier initiale l'école de base (TBS), Quantico, Virginie. Après l'obtention du diplôme du SCT et la formation de suivi du MOS (cours de spécialité), les officiers sont affectés à leur unité de réserve ou ont la possibilité d'effectuer un séjour d'un an avec une unité de service actif.

## Service
Les réservistes, comme tous les nouveaux membres du service, ont un contrat de huit ans. Il existe trois options sur la façon dont ces conditions peuvent être réalisées, dont l'une est choisie lors de la signature. 
- 6x2 - Dans le cadre de cette option, le réserviste passe 6 ans affecté à une unité SMCR et passe les deux autres années dans la réserve individuelle (IRR). Il s'agit de la seule option qui rend les réservistes admissibles aux avantages de la GI Bill (loi d'incitation des militaires américains) à moins qu'ils n'effectuent une période de service actif. C'est aussi la plus courante es options retenues.
- 5x3 - Dans le cadre de cette option, le réserviste passe 5 ans affecté à une unité SMCR et passe les trois autres années dans la réserve individuelle (IRR).
- 4x4 - Dans cette option, le réserviste passe 4 ans affecté à une unité SMCR et passe les quatre autres dans la réserve individuelle (IRR). L'option 4x4 est populaire parmi les officiers.

Après avoir servi plusieurs années dans la réserve et exercé des fonctions d'encadrement, il est possible pour un réserviste de recevoir une nomination comme officier par le biais du programme de mise en service de la réserve (RECP). Les Marines qui ont déjà effectué un service actif, qu'ils soient officiers ou hommes du rang, peuvent rejoindre directement la réserve du Marine Corps Select. Les vétérans des Marines qui souhaitent le faire passent par un recruteur du Service antérieur du Corps des Marines. La mission du recruteur du service antérieur est d'affecter les membres de la réserve individuelle aux unités SMCR proches de leur domicile. 
Les réservistes des Marines sont autorisés à servir simultanément dans la Réserve du Corps des Marines des États-Unis et dans la milice de la Marine de leur État de résidence. Cependant, lorsqu'ils sont appelés au service fédéral, les réservistes sont relevés de leur service dans la milice navale jusqu'à leur libération du service actif de la réserve. 